# Geografia rural
Definir el que és un espai rural, o el món rural, és tan difícil com definir el que és una ciutat, ja que hi ha funcions fins fa no gaire temps plenament urbanes, com els serveis bancaris. Per altra banda, les ciutats actuals tendeixen a envair l'espai abans clarament rural, amb la construcció de residències i la dedicació a l'agricultura a temps parcial. Es crea, així, una zona intermèdia de difícil delimitació.
De totes maneres podem enumerar algunes característiques que defineixen els espais rurals: la baixa densitat de població; la presència d'activitats industrials nocives, que ocupen molt espai, o que perden molt pes en el procés d'elaboració; les activitats extractives: mineria, pedreres i silvicultura; i les instal·lacions d'oci de grans dimensions: estacions d'esquí, camps de golf i, sobretot, la presència ineludible d'activitats agropecuàries, que és el més característic del món rural. Seran aquestes activitats agropecuàries les quals defineixin i donin caràcter als distints espais rurals del món, i als seus respectius paisatges.
Pel seu caràcter, i la seva dedicació a l'agricultura, els espais rurals sofreixen una sèrie de condicionants ecològics; ja que no tots els climes, ni tots els sòls són aptes per a qualsevol tipus, ni tècnica, de conreu. A més, tenen uns condicionaments demogràfics; ja que tendeix a l'equilibri entre la població i els recursos. Aquesta ponderació afavoreix la modificació de les tècniques de conreus, en cas de superpoblació o subpoblació. En les situacions més greus es pot passar d'una agricultura intensiva a una agricultura extensiva: intensificar l'ús del sòl, trencar territori de bosc i, fins i tot, es reorganitzarà l'estructura social; o s'assumirà una nova tecnologia de conreu. En l'actualitat del mitjà rural es demanden serveis, pel que vam trobar en el camp persones que no viuen de l'agricultura ni la ramaderia. El mitjà rural també ha de sotmetre's a certs condicionaments jurídics que afecten a l'estructura de la propietat i a les formes d'explotació. Finalment, el món rural sofreix els avatars econòmics i polítics, sobretot en els països on l'agricultura està subvencionada.
L'agricultura actual ha tractat de superar els condicionaments climàtics conreant les espècies sota plàstic: en hivernacle.
El conreu d'una determinada espècie durant anys en un mateix lloc acaba per esgotar els minerals dels quals s'alimenta la planta. Per a evitar això es deixa descansar la terra, sense conrear, durant almenys un any. A aquesta tècnica se li flama guaret. No obstant això, hi ha diversos tipus de guaret: el curt, en les terres sobre les quals es torna a conrear en un o dos anys, abans que es recuperi el bosc; i la llargària en el qual es permet la recuperació total del bosc.
Les tècniques de regadiu han canviat molt. La tècnica tradicional és el regadiu per inundació en el qual es fan uns solcs entre les plantes, es desvia part del corrent del riu o pou i s'inunda tota la superfície. Aquest sistema és poc eficaç, ja que s'empra molta més aigua de la necessària. Modernament s'ha emprat el reg per aspersió, que si es fa en hores nocturnes necessita molta menys aigua. El reg per aspersió consisteix en un mecanisme que espargeix l'aigua per tota la superfície com si anessin gotes de pluja. La tècnica de reg més eficaç és el gota a gota. Consisteix a canalitzar l'aigua amb petits tubs fins al peu de cada planta i deixar caure una gota cada cert temps, fins a completar les necessitats de cada planta. Es controla per ordinador i se sol practicar en els conreus d'hivernacle.
En moltes ocasions, és l'estructura de la propietat de la terra i l'estructura agrària, el que defineix els paisatges rurals. La propietat pot ser col·lectiva i d'aprofitament comú: amb béns propis, comuns, etc., però també pot haver-hi gran propietat i petita propietat. A la península, la gran propietat té el seu origen en la Reconquesta: durant l'edat mitjana. Aquesta gran propietat ha pogut evolucionar fins a la petita propietat, si el sistema d'herència afavoreix la partició, o si es va vendre a qui treballaven les explotacions. Per contra, la petita propietat pot evolucionar cap a la gran propietat, si el sistema hereditari afavoreix l'heretatge al fill gran per exemple, o si el preu del sòl és baix i hi ha un capitalista rural que compra les terres contigües.
Però una cosa és la grandària de la propietat i una altra el de les explotacions. Una explotació és la unitat tècnico-econòmica de la qual s'obté els productes agraris. Aquestes explotacions, segons les tècniques d'aprofitament, poden ser un latifundi, si són grans o un minifundi, si són petites. No ha de coincidir necessàriament gran propietat amb latifundi, ni petita propietat amb minifundi: la gran propietat pot estar dividida fins al minifundi i la petita concentrada, per arrendament, fins al latifundi. No obstant ambdós extrems solen quedar obsolets i tendeixen a no ser funcionals. A més, tenen diferents conseqüències econòmiques i socials. Els desequilibris han propiciat, en tots els països, reformes agràries, bé tècniques ben polítiques.
Al mateix temps, els condicionaments tècnics han suposat un augment progressiu de la productivitat de la terra, amb el que la grandària de l'explotació s'ha relativitzat. Aquesta tendència ha arribat al seu màxim grau en la revolució verda, o l'aplicació de tots els avanços tècnics que pot oferir la ciència moderna, a l'agricultura.
Finalment, en general podrem distingir dos grans conjunts de paisatges agraris, els camps tancats i els camps oberts, que es troben en distintes parts del món, per distints motius.
En el món rural distingim dos tipus de poblament: el concentrat i el dispers. El poblament concentrat en l'agrupament dels habitatges del llogaret en un lloc en concret, deixant la resta perquè pugui ser conreat. El poblament dispers es caracteritza pel fet que no existeix un nucli d'habitatges sinó que estan espargides per tot el territori, normalment prop de les explotacions de cada família.
- La revolució verda
- Les transformacions recents dels espais rurals
- Els grans sistemes agraris en el món
- L'agricultura a Catalunya